# Ben Gordon
Benjamin (Ben) Gordon (4 d'abril de 1983, Londres, Anglaterra, Regne Unit) és un jugador de bàsquet dels Charlotte Bobcats de l'NBA. Va jugar d'escorta per la Universitat de Connecticut i va créixer a Mount Vernon, Nova York.

## Trajectòria esportiva

### Universitat
Al seu primer any a la universitat fou el segon màxim anotador de l'equip (12.6 ppp), sortint des de la banqueta quasi tota la temporada. Com a sophomore (segon any) Gordon tenia de mitjana de 19.5 punts liderant llur equip i també fou el màxim passador amb un total de 156 assistències.
Al seu tercer i últim any a Connecticut, les seves estadístiques van ser de 18.5 punts, 4.7 rebots i 4.5 assistències. També aconseguí encistellar 104 triples, la segona xifra més alta a la història de Connecticut. Les seves actuacions van ajudar moltíssim als Huskies, l'equip de la universitat, a guanyar el Campionat NCAA. Amb el seu tercer any, Gordon es declarà elegible pel Draft de l'NBA del 2004.

### NBA
Gordon va anar a la tercera selecció del Draft, sent escollit pels Chicago Bulls. Curiosament, 20 anys abans, els Bulls van escollir Michael Jordan a la tecera posició. Gordon va vestir el número 4 tant a l'institut com a la universitat, però als Bulls es va veure obligat a escollir el 7 per què el 4 està retirat per Jerry Sloan.
Al primer any de Gordon, Gordon tenia una mitjana de 15.1 punts, 2.6 rebots i 1.9 assistències per partit jugant només uns 24.2 minuts per partit. Gordon contribuí a fer que els Bulls fessin la seva primera aparició als playoff des que Jordan deixà l'equip el 1998. Els aficionats de l'equip l'anomenen Mr 4t Quart, a causa de les actuacions a l'última fase del partit. Al final de la temporada es convertí en el primer rookie de la història de l'NBA en guanyar el premi Millor 6è home. Gordon fou també el rookie del mes de la Conferència Est en tres ocasions: gener, febrer i març.
A la seva segona temporada Gordon alternava la banqueta amb començar en el cinc inicial, sent titular 47 cops i suplent uns 35. En realitat, començà la temporada a la banqueta i gràcies al seu bon rendiment es guanyà un lloc en el cinc inicial. Gordon incrementà els seus minuts jugats per partit i la mitjana de punts i assistències. Fou elegit per l'equip dels Sophomores per enfrontar-se als Rookies a l'All-Star Weekend de l'NBA, on anotà 17 punts.
El 14 d'abril de 2006 en una victòria dels Bulls contra els Wizards, Gordon aconseguí el rècord de triples consecutius anotats en un partit, amb 9 seguits sense fallar. A prop de la seva segona temporada, Gordon revelà que estava en procés la creació d'una beguda energètica pròpia anomenada "BG7", que són les seves inicials i el seu dorsal.

#### Equips
- Chicago Bulls (NBA, EUA): 2004 - 2009
- Detroit Pistons (NBA, EUA): 2009 - 2012
- Charlotte Bobcats (NBA, EUA): 2012 - actualitat

## Palmarès

### Títols personals
- Elegit a l'equip dels Sophomores pel partit contra els Rookies de l'All-Star Game del 2006 a Houston.
- Elegit Rookie del mes de l'NBA al gener, febrer i març de 2005.
- Elegit Millor 6è home a la temporada 2004-05.